# 伯多祿·德·貝當古
伯多祿·德·聖若瑟·德·貝當古·岡薩雷斯（西班牙語：Pedro de San José de Betancur y Gonzáles，1626年3月21日—1667年4月25日），常在名字前加上「教士」（Hermano Pedro）或稱比拉夫洛爾的聖伯多祿（San Pedro de Vilaflor），是一位西班牙传教士和天主教圣人。
生於西班牙特内里费岛。在23岁时，他去了危地马拉，在那里他建立医院和收容所。2002年他被教宗若望·保祿二世宣聖，是加那利群岛和危地马拉的第一位圣人。